# Gwendal Rouillard
Pour les articles homonymes, voir Rouillard.
Gwendal Rouillard, né le 20 avril 1976 à Pontivy (Morbihan), est un homme politique français.
Il s'engage en 1998 au Parti socialiste, dont il est premier secrétaire fédéral pour le Morbihan dans les années 2000, avant de rejoindre La République en marche en 2017. Il est proche de Jean-Yves Le Drian. Suppléant de Françoise Olivier-Coupeau, il lui succède à son décès en 2011 comme député de la 5e circonscription du Morbihan, puis est réélu lors des élections législatives de 2012 et de 2017.

## Biographie

### Débuts
Gwendal Rouillard est né le 20 avril 1976 à Pontivy (Morbihan). Il est le fils de Henri Rouillard dit Glenn Hoel, personnalité active dans la lutte contre l'enfance maltraitée. Il étudie à l'Université Bretagne-Sud à Lorient. Il attribue à l'un de ses professeurs de l'époque, François Chappé, un proche de Jean-Yves Le Drian, l'une des origines de son engagement,.
Il adhère au Mouvement des jeunes socialistes de Lorient en 1998. Il est élu en 2002 premier secrétaire fédéral du Parti socialiste pour le Morbihan, et est réélu à cette fonction en 2005 et en 2008.
De 2001 à 2004, il est chargé de mission pour le groupe de gauche au Conseil général du Morbihan.
Il a été le collaborateur parlementaire de Jean-Yves Le Drian puis a travaillé dans son cabinet au sein du Conseil régional de Bretagne à partir de 2007.

### Député desXIVeetXVelégislatures
Il est le suppléant de Françoise Olivier-Coupeau lorsque celle-ci est élue avec 55,27 % des voix dans la cinquième circonscription du Morbihan lors des élections législatives de 2007, et lui succède en mai 2011 à la suite de son décès. Il est alors l'un des trois plus jeunes députés de la législature, et exerce moins d'un an à l'Assemblée. Il est notamment actif sur la question du financement des universités.
Il se présente aux élections législatives de 2012, et est alors présenté comme favori par la presse locale. Il fait face à dix autres candidats, dont Brigitte Mélin (UMP) et Joëlle Bergeron (FN) alors qu'une élection triangulaire est anticipée par certains observateurs. Il est élu avec 62,35 % des voix.
Lors de la XIVe législature, Gwendal Rouillard est secrétaire de la commission de la Défense nationale et des Forces armées. En 2013, il rédige un rapport sur la revue capacitaire, contribution à la préparation de la loi de programmation militaire 2014-2019, suivi d'un rapport sur le dispositif militaire français en Afrique à l'été 2014. Nommé rapporteur du budget de la Marine nationale en 2015, il a commis deux rapports pour le projet de loi de finances pour 2016 et pour le projet de loi de finances pour 2017.
Il est réputé proche de François Hollande qu'il dit soutenir « depuis plus de 15 ans ». Lorsque celui-ci renonce à se présenter à l'élection présidentielle de 2017, Gwendal Rouillard déclare en décembre 2016 soutenir la candidature de Manuel Valls. Ce dernier battu lors de la primaire socialiste, Gwendal Rouillard prend position avant le premier tour de la présidentielle en faveur d'Emmanuel Macron, indiquant que selon lui « Emmanuel Macron est le mieux placé pour faire gagner nos valeurs » et faisant de sa prise de position « un acte de combat contre le Front national ». Il annonce le 11 mai 2017 son départ du Parti socialiste et son ralliement à En marche ! dans le cadre des élections législatives de juin 2017 et est élu en juin 2017. Il ne se représente pas en 2022, et Lysiane Métayer, investie par Renaissance, lui succède en remportant élection législative de 2022 avec le soutien actif de Jean-Yves Le Drian.

### Vie personnelle
Il est l'époux de Joëlle Bou Abboud, avocate libanaise et filleule de l'ancien président de la République du Liban Amine Gemayel.
Après avoir quitté l'Assemblée nationale, il rejoint le fabricant d'armement MBDA en 2022 en tant que conseiller aux affaires internationales.

## Prises de position

### Régionalisme
Dans le cadre du redécoupage régional, il se prononce en mai 2014 avec quinze autres parlementaires en faveur de la réunification de la Bretagne, soutenant ainsi une initiative de Pierrick Massiot, président de la région Bretagne,.
Il prend aussi position contre ce qu'il décrit comme du « jacobinisme » et déclare viser un « pacte républicain centré sur les territoires » avec « des prérogatives législatives et réglementaires aux régions, à l'image du Pays de Galles ». Il qualifie par ailleurs ce courant de pensée régionaliste comme étant « minoritaire au PS ».

### Défense nationale
Lors du conflit qui oppose Emmanuel Macron au chef d'état-major Pierre de Villiers au début de sa présidence, il prend position en faveur de ce dernier et se dit « révolté » : « Soit nous garantissons à nos militaires les moyens de leurs missions et la proposition de Bercy doit être recalée. Soit nous actons le retrait des troupes françaises et on doit l’assumer ». Il publie plusieurs rapports parlementaires sur les lois de programmation militaire (LPM), les crédits de la Marine nationale et les opérations extérieures (OPEX) au Sahel et au Moyen-Orient (Serval, Barkhane, Chammal). Il est proche de l'ensemble des armées conventionnelles et des forces spéciales (la base des commandos marine est située sur la circonscription de Lorient).

### Chrétiens d'Orient
En 2018, il s'investit dans la défense des Chrétiens d'Orient « avec la bénédiction de l'Élysée » pour « arrêter son instrumentalisation ».

### Pêche
Lors d'une cérémonie à l'Institut océanographique de Paris le lundi 20 octobre 2014, alors que la ministre de l'Écologie, du Développement durable et de l'Énergie Ségolène Royal se prononçait en faveur de l'arrêt du chalutage en eaux profondes, Gwendal Rouillard s'est montré au contraire favorable à la poursuite de cette activité. Le 17 mars 2016, lors des discussions à propos du projet de loi sur la biodiversité, il se prononce avec Frédéric Cuvillier pour le rejet d'une mesure d'interdiction du chalutage en dessous de 800 mètres. L'amendement établissant cette interdiction est finalement rejeté.

### Santé
Il est actif sur les questions liées à l'autisme comme co-président de la « commission autisme » à l'Assemblée nationale. Il prend position contre le financement public de la psychanalyse pour traiter ce syndrome et s'engage contre la pratique du packing.

## Mandats
- De 2003 à 2012[30] : premier secrétaire fédéral du PS dans le Morbihan
- De 2008 à 2020 : conseiller municipal de Lorient
- De 2008 à 2014 : vice-président de Lorient Agglomération, chargé de l'enseignement supérieur, de la recherche et de l’innovation
- Du 5 mai 2011 au 22 juin 2022 : député de la 5e circonscription du Morbihan (Ile de Groix, Lanester, Larmor-Plage, Lorient, Ploemeur)

Succédant à Jacques Boyon, il a été élu président de l'Institut de relations internationales et stratégiques (IRIS) le 10 décembre 2012.